# Luzaropsis henryi
Luzaropsis henryi är en insektsart som beskrevs av Lucien Chopard 1928. Luzaropsis henryi ingår i släktet Luzaropsis och familjen syrsor. Inga underarter finns listade i Catalogue of Life.